# Turkiets damlandslag i ishockey
Turkiets damlandslag i ishockey representerar Turkiet i ishockey på damsidan och kontrolleras av det turkiska ishockeyförbundet. 2011 fanns 160 registrerade kvinnliga ishockeyspelare i Turkiet.
Organiserad damishockey kom till Turkiet 2005, då damlag bildades i Ankara. Den första officiellatävlingen spelades 2006. Den första damligan i Turkiet startades den 17 februari 2007, där sex lag från Ankara och ett från  Kocaeli deltog.
Landslaget togs ut efter träningsläger. Första tränare var kanadensaren Clive R. Tolley från Moose Jaw, Saskatchewan, som hade ansvar för Turkiets herr-, U-20-juniorer och U-18-juniorer under fyra års tid, vilket började med en försöksperiod mellan januari och juni 2007.

## Historik
Laget spelade sin första match den 26 februari 2007, då man åkte på stryk mot Rumänien med 0-27 i Miercurea Ciuc under  världsmästerskapets Division IV.
Turkiet debuterade i världsmästerskapets Division IV i Miercurea Ciuc, som spelades i mars 2007. Där mötte man Rumänien, Estland, Nya Zeeland, Island och Kroatien.
Efter premiärförlusten mot Rumänien med 0-27 (7-0, 11-0, 9-0). förlorade turkiskorna även andra matchen, med 1-14 mot Estland (0-6, 0-5, 1-3), där Elif Ulaş gjorde lagets första mål någonsin. I tredje matchen vann Nya Zeeland med 19-0 (9-0, 6-0, 4-0). Sedan föll Turkiet mot Island med 1-12 (0-3, 0-3, 1-6). Turkiets enda mål gjordes av İrem Ayan. Turkiet avslutade sedan turneringen med att förlora mot Kroatien med 1-19, och slutade därmed på sista och sjätte plats.
Turkiskorna for återigen till Miercurea-Ciuc mellan 23 och 29 mars 2008 för att spela världsmästerskapets Division IV. Denna gång föll man mot Island (0-9), Nya Zeeland (0-16), Rumänien (1-9), Estland (1-8) och Sydafrika (1-8).
2009 spelades inte Division III, Division IV och Division V.
I 2011 års turnering hamnade Turkiet i Division V tillsammans med Polen, Bulgarien, Spanien och Irland.  och slutade på 4:e plats, och totalt 34:e plats.

### Fotnoter
1. ↑  IIHF, http://www.iihf.com/iihf-home/countries/turkey.html
2. ↑  Newspaper Hürriyet 6 december 2006 Arkiverad 5 februari 2012 hämtat från the Wayback Machine. (turkiska)
3. ↑  Newspaper Hürriyet 18 februari 2007 Arkiverad 20 februari 2007 hämtat från the Wayback Machine. (turkiska)
4. ↑  ”Turkey”. Elite Prospects. https://www.eliteprospects.com/team/4192/turkey/2006-2007. Läst 10 augusti 2025.
5. ↑  ”National Teams of Ice Hockey”. Arkiverad från originalet den 6 juni 2012. https://web.archive.org/web/20120606083321/http://nationalteamsoficehockey.com/uploads/Turkey_Women_All_Time_Results.pdf. Läst 28 augusti 2011.
6. ↑  News March 27, 2007 (turkiska)
7. ↑  AjansSpor 27 mars 2007 Arkiverad 28 augusti 2017 hämtat från the Wayback Machine. (turkiska)
8. ↑  ”International Ice Hockey Federation 2007 Championship”. Arkiverad från originalet den 27 september 2007. https://web.archive.org/web/20070927192434/http://www.iihf.com/Hydra/Tournaments_07/output/wwiv/hydra.iihf.com/data/iihf/output/xml/119/IHW119905_74_1_0.pdf. Läst 28 augusti 2011.
9. ↑  AjansSpor March 29, 2007 Arkiverad 28 augusti 2017 hämtat från the Wayback Machine. (turkiska)
10. ↑  2009 Women's Division III, IV and V all Cancelled, http://forums.internationalhockey.net/showthread.php?t=7423 Arkiverad 23 juli 2011 hämtat från the Wayback Machine.
11. ↑  IIHF, http://www.iihf.com/channels1011/ww-v